# Build Divide
Build Divide (ビルディバイド Birudibaido?) es un proyecto multimedia japonesa creada por Homura Kawamoto y Hikaru Muno. Consistía en un juego de cartas coleccionables que debutó en octubre de 2021, y una serie de televisión de anime de Liden Films se emitió el mismo mes y finalizó en junio de 2022.

## Sinopsis
"New Kyoto" es una ciudad con infraestructura AR. Allí se estableció una sociedad en la que toda superioridad estaba determinada por el juego de cartas "Building Divide". En esta sociedad donde el estatus e incluso la residencia están determinados por los resultados de la división de construcción, las personas participan en la batalla de cartas "Reconstruir Batalla" para ganar el derecho a desafiar al "Rey" que gobierna la ciudad y ganar sus propios deseos. 
Banka Sakura, una chica que estaba siendo perseguida por un villano en un callejón, conoce a un chico amnésico, Teruhito Kurabbe, y decide participar juntos en la reconstrucción. Teruto despierta la voluntad de luchar contra el rey, que duerme en su memoria. Después de varias batallas de reconstrucción, Teruto se encuentra con jugadores como Hiyori Minenashi y Naomitsu Enjoji, y descubre que no hay otro mundo que no sea New Kyoto. Por otro lado, el rey Kikka descubre que Teruto ha regresado a Shin-Kyoto y va a su encuentro, mostrando la diferencia en la fuerza de la división del edificio. A través de esta batalla, los recuerdos se despertaron en Teruto, y del reencuentro con una vieja conocida, Kikka (Kikuka) era su hermana menor, y ella lo superó en la infancia con el poder de la división del edificio. Se entera de que había una grieta en su relación y que fueron separados debido a las circunstancias de sus padres. Por otro lado, Sakura, quien obtuvo el derecho de desafiar al rey y quería pelear con Kikka, fue derrotada y desapareció. Teruto lo persigue y desafía a Kikka a una batalla decisiva.
Después de derrotar al rey una vez en una batalla anterior, Teruto se enteró de que, a cambio, el mundo de New Kyoto, donde vivía, era una realidad virtual, y que él, incluidos otros humanos, vivían en un entorno de ensueño mostrado por máquinas. . Y Rebuild Battle es una batalla en la que un jugador con una alta capacidad de división de construcción se selecciona como la CPU principal con el nombre de rey, y aquellos que toman la posición conocen el destino de perder la vida. Teruto, quien una vez despertó al mundo real, decide volver a la realidad virtual nuevamente para salvar a su hermana que está siendo sacrificada como el rey actual (CPU), pero pierde la memoria y llega a New Kyoto. Además, la verdadera identidad de Sakura era que Kikka, quien se convirtió en rey y estaba integrado en la CPU, la creó para pasar tiempo con Teruto. Y detrás de estas escenas, Mario Higuma, quien está involucrado en el nuevo Kioto y el sistema del rey, estaba trabajando detrás de escena con algún propósito.
Después de recuperar la memoria, Teruto se enfrenta a su hermana menor Kikka y gana la batalla. Sin embargo, el sistema de Shin-Kyoto se extiende como una CPU para no perderse el pateador, y Teruto es absorbido como sustituto. Después de escapar del campo de batalla que se derrumba, Hiyori ve un nuevo Kioto completamente cambiado.

## Personajes
Teruto Kurabe (蔵部照人 Teruhito Kurabe?)
 Seiyū: Yūto Uemura
Kikka (キッカ Kikka?)
 Seiyū: Yu Serizawa
Hiyori Tori (棟梨ひより Tori Hiyori?)
 Seiyū: Aoi Koga
Sakura Banka (晩華桜良 Banka Sakura?)
 Seiyū: Sayumi Watabe
Naomitsu Enjō (円城直光 Enjō Naomitsu?)
 Seiyū: Atsushi Tamaru

## Contenido de la obra

### Juego de cartas
Los dos mazos iniciales del juego y el primer paquete de refuerzo se lanzaron el 8 de octubre de 2021.

### Anime
La serie de televisión de anime es producida por Liden Films y dirigida por Yuki Komada, con Yoriko Tomita escribiendo los guiones de la serie, Shinpei Tomooka diseñando los personajes y Keiji Inai con Kenta Higashiohji componiendo la música de la serie. El primer curso, titulado Build Divide -#000000 (Code Black)-, se emitió del 10 de octubre al 26 de diciembre de 2021. Egoist interpretó el primer tema de apertura "BANG!!!", mientras que Memai Siren interpretó el primer tema de cierre "Fukagyakuteki na Inochi no Shozo". El segundo corte, titulado Build Divide -#FFFFFF (Code White)-, se emitió del 3 de abril al 26 de junio de 2022. Egoist interpretó el segundo tema de apertura "Gold", mientras que Who-ya Extended interpretó el segundo tema de cierre "A Shout Of Triumph". Crunchyroll y Funimation obtuvieron la licencia de la serie fuera de Asia.